# Кладбище Лийва
Кладбище Ли́йва (эст. Liiva kalmistu — Песочное кладбище) — кладбище в городе Таллине, Эстония. Расположено в микрорайоне Лийва (улица Кальмисту 34). Общая площадь — 64 га. До 1978 года являлось самым большим кладбищем Таллина. Внесено в Государственный регистр памятников культуры Эстонии как памятник истории.

## История
Кладбище используется с 1935 года. Его планировкой занимался руководитель проектного бюро строительного отдела таллинской горуправы Херберт Йохансон (1884—1964); он же спроектировал кладбищенские строения.
Официальное открытие кладбища состоялось 22 сентября 1935 года.
На территории кладбища находится возведённая в 1934—1935 годах часовня (архитектор Херберт Йохансон, внесена в Государственный регистр памятников культуры Эстонии как памятник архитектуры), братская могила 164 советских военнопленных и памятник жертвам Красного террора (два последних внесены в Государственный регистр памятников культуры Эстонии как памятники истории).
Вход на кладбище, часовня и памятник образуют собой главную ось данной территории.
Бо́льшая часть территории кладбища и, в частности, участок вокруг часовни, изначально была лесом. При планировании кладбища предполагалось сохранить лесные массивы в промежутках между отведёнными для захоронения кварталами, однако позднее, с ростом числа захоронений, от этого плана затем отказались. Проходы между могилами изначально были очень широкими. Часть кладбищенской территории на востоке, расположенная за улицей Валдеку, сохранила нетронутые лесные массивы. В кладбищенских кварталах доминируют прямые ряды могил и захоронения, разделенные строгими бетонными ограждениями.

## Часовня

Часовня кладбища Лийва

Часовня кладбища Лийва является примечательным образцом сакральной плитняковой постройки в стиле функционализма. Здание характеризуется архаичной простотой. Расположение его массивных частей асимметрично, стеклянная стена и круглые окна обеспечивают уникальное освещение. На главном фасаде, где нет окна, установлен металлический крест, а на крыше — колокол. Интерьер лаконичный, потолок тёмный. 

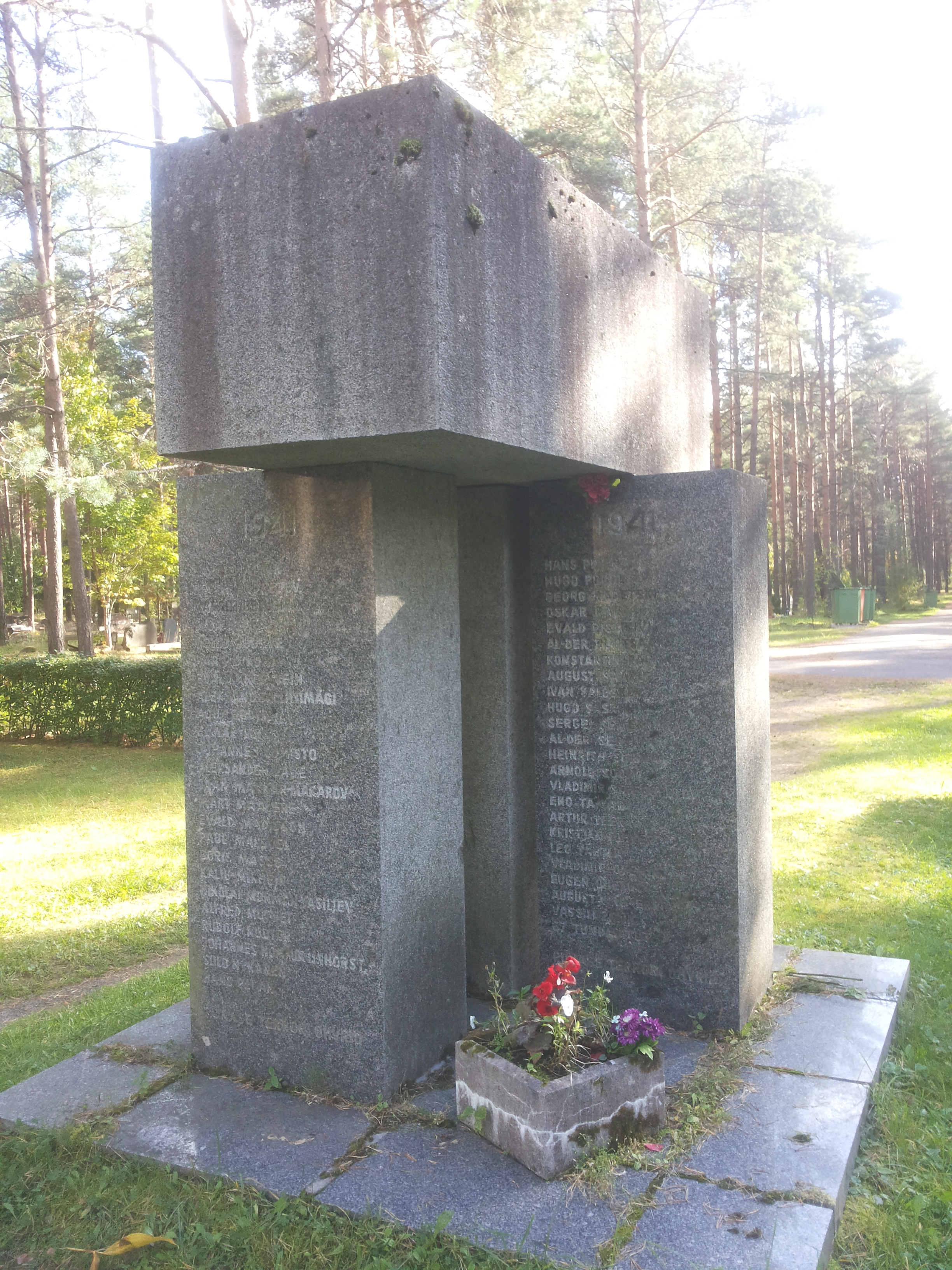
Памятник жертвам красного террора

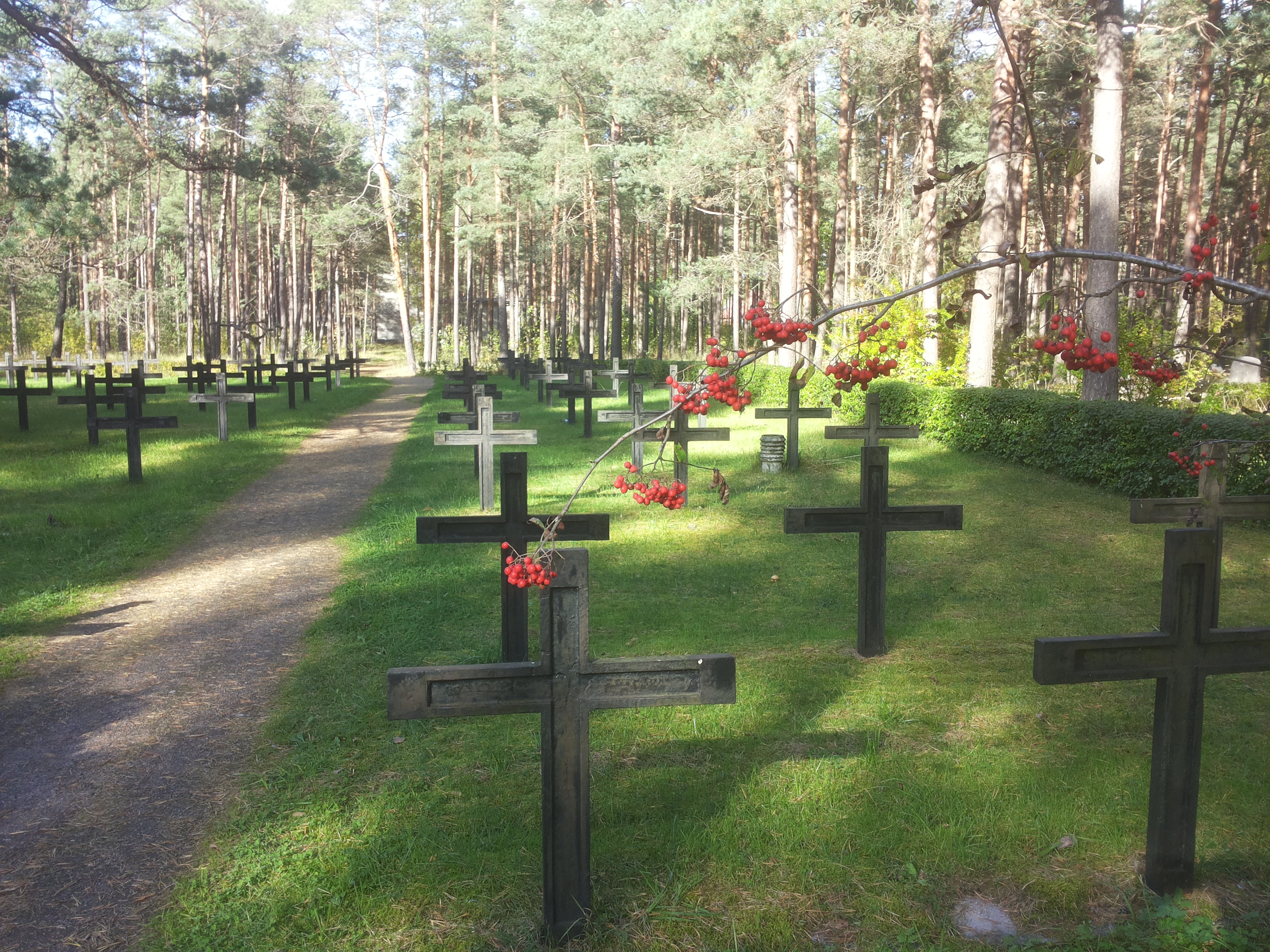
Место захоронения жертв красного террора

## Захоронения
См. категорию Похороненные на кладбище Лийва
Первым на кладбище 28 января 1935 года был похоронен член Эстонской социалистической рабочей партии, депутат Рийгикогу Ханс Мартинсон.
На кладбище Лийва похоронены:
- Арутюньян, Рафаэль Суренович (1937—2021) — эстонский скульптор и художник.
- Аун, Рейн Янович (1940—1995) — советский легкоатлет, серебряный призёр Олимпийских игр в десятиборье.
- Вельсвебель, Михаил (1940—1995) — советский легкоатлет, специалист по бегу на средние дистанции.
- Горбачёва, Юлия Борисовна (1975—2004) — констебль кинологической службы подразделения быстрого реагирования отдела охраны правопорядка Пыхьяской префектуры полиции Эстонии.
- Драчёв, Иван Афанасьевич (1921—1989) — советский волейболист, волейбольный тренер. Заслуженный тренер СССР, Украинской ССР и Эстонской ССР.
- Кауби, Йоханнес Густович (1917—1980) — советский борец вольного и классического стилей, чемпион и призёр чемпионатов СССР, мастер спорта СССР, восьмикратный чемпион Эстонии по классической борьбе.
- Киккас, Юхан (1892—1944) — эстонский тяжелоатлет, призёр Олимпийских игр в Париже (1924).
- Кинсиго, Мари (1946—2014) — шахматистка, трёхкратная чемпионка Эстонии по шахматам, мастер спорта СССР (1976), мастер ФИДЕ среди женщин (1993).
- Лийвес, Арди Ээрович (1917—1980) — советский драматург.
- Линцбах, Яков Иванович (1894—1953) — русский и эстонский философ, математик, лингвист и эсперантист.
- Мери, Арнольд Константинович (1919—2009) — советский и эстонский государственный и общественно-политический деятель, участник Великой Отечественной войны, Герой Советского Союза.
- Рейсик, Марие (1887—1941) — эстонский общественный деятель, педагог, феминистка, журналистка.
- Рютель, Эдуард Янович (1884—1969) — офицер Русской императорской армии, участник Первой мировой войны и Гражданской войны в России, полковник армии Колчака. Подполковник Эстонской армии. Участник Великой Отечественной войны, полковник РККА.
- Сауэсельг, Артур-Александр Иосипович (1894—1965) — эстонский и советский военный деятель, участник Эстонской освободительной войны и Великой Отечественной войны.
- Хютт, Владимир Платонович (1936—1997) — советский, эстонский и российский философ, общественный деятель; доктор философских наук, профессор.

### Место захоронения жертв красного террора
Здесь похоронены 114 человек, казнённых коммунистическим режимом в период с 1940 по 1941 год; имена 47 из них известны. В 1989 году на этом месте были установлены чугунные кресты, в 1990 году — гранитный памятник. Автор памятника и крестов — Экке Вяли (Ekke Väli).

### Братская могила советских военнопленных
В братской могиле захоронено 164 советских военнопленных, погибших при бомбардировке Таллина в марте 1944 года. Место захоронения было обозначено и благоустроено в 1975 году, памятник отреставрирован осенью 1984 года.
Улица Валдеку разделяет кладбище Лийва пополам; данный исторический памятник находится с правой стороны кладбища, если ехать из города. В конце главной дороги к третьим воротам справа — общая могила, отмеченная памятным камнем.

### Памятник жертвам Холокоста
27 января 2022 года на кладбище был открыт мемориал в память об эстонских евреях, убитых в городе и его окрестностях в 1941 году. В братских могилах вокруг кладбища похоронены от 300 до 600 евреев.